# Lauridsen
Lauridsen:
- John (Mikkelsen) Lauridsen (* 1959)
- Mathias Lauridsen
- Morten Lauridsen (* 1943)
- Thomas Stuer-Lauridsen (* 1971)